# Eugen Neufeld
Eugen Neufeld (* 6. Dezember 1882 in Göding; † 18. Oktober 1950 in Wien) war ein österreichischer Schauspieler. Seinen Karriere-Höhepunkt hatte er als Charakterdarsteller in Stummfilmen. Er war der Bruder des Schauspielers und Regisseurs Max Neufeld.

## Leben und Wirken
Erste Schauspielrollen erhielt er um 1900 an Provinztheatern. Bald jedoch kam er nach Wien, wo er am Theater in der Josefstadt wirkte. Kurz vor Ausbruch des Ersten Weltkriegs kam er zum Film, wo er zunächst an der Seite seines Bruders Max spielte, etwa in Unter falscher Flagge (1913) und Der Pfarrer von Kirchfeld (1914). Wie sein Bruder stellte auch er zumeist Personen hohen Standes, etwa altgediente Militärs, arrivierte Bürger, Adelige oder Geistliche, dar. Zumeist waren es Nebenrollen, für die er eingesetzt wurde. In der ersten Hälfte der 1920er-Jahre spielte er jedoch in einigen Filmen auch tragende Rollen. Etwa als „Kronprinz Rudolf“ im Mayerling-Drama Leibfiaker Bratfisch (1919/25), als „Don Fernando“ in der Heine-Gedichts-Verfilmung  Der tote Hochzeitsgast (1921), als Titelheld in Géza von Cziffras unvollendet gebliebenem Regie-Debüt Gullivers Reisen (1923) oder auch als russischer Großfürst in Die Brandstifter Europas (1926).
Ab 1927 lebte er in Berlin, wo er sowohl beim Film als auch beim Theater, zuletzt 1933 am Metropol, tätig war, bis ihn die Machtergreifung der Nationalsozialisten aus dem Land trieb. Er kehrte zurück nach Österreich, wo er aufgrund seiner antinazistischen Gesinnung nach dem Anschluss Österreichs an Deutschland zwischen 1938 und 1945 weitgehend „kaltgestellt“ war. Am 1. Juli 1938 kam er unter dem Vorwand angeblicher „staatsfeindlicher Äußerungen“ vorübergehend in „Schutzhaft“. Im September 1939 wurde er wegen vermeintlich „unwahrer Angaben über Flugzeugverluste beim Überfall auf Polen“ offiziell verwarnt. Überdies hinaus wurde er von der NSDAP bezichtigt als Spitzel gegen nationalsozialistische Polizisten tätig zu sein.
Er ruht auf dem Evangelischen Friedhof Wien-Simmering (X,1,9) in Wien.

## Filmografie (Auswahl)
Stummfilme
- 1913: Unter falscher Flagge
- 1914: Der Pfarrer von Kirchfeld
- 1918: Don Cäsar, Graf von Irun
- 1919: Die Ahnfrau
- 1919/25: Leibfiaker Bratfisch
- 1920: Die Frau in Weiß
- 1921: Der tote Hochzeitsgast
- 1923: Ost und West – Regie: Sidney M. Goldin
- 1923: Hoffmanns Erzählungen – Regie: Max Neufeld
- 1924: Hotel Potemkin
- 1924: Die Stadt ohne Juden
- 1924: Die Tochter der Frau von Larsac
- 1925: Oberst Redl
- 1925: Ein Walzer von Strauß
- 1926: Schwiegersöhne
- 1926: Die Brandstifter Europas – Regie: Max Neufeld
- 1926: Hoheit tanzt Walzer – Regie: Fritz Freisler
- 1927: Die Familie ohne Moral
- 1927: Der große Unbekannte
- 1927: Das Frauenhaus von Rio
- 1927: Die Strecke
- 1927: Die Geliebte seiner Hoheit – Regie: Jakob Fleck, Luise Fleck
- 1927: Am Rüdesheimer Schloß steht eine Linde
- 1928: Das Spreewaldmädel
- 1928: Heut’ spielt der Strauss – Regie: Conrad Wiene
- 1928: Liebe im Kuhstall
- 1928: Ein Mädel mit Temperament
- 1929: Die weiße Nacht
- 1929: Nachtlokal
- 1929: Der Dieb im Schlafcoupé
- 1929: Das Mädchenschiff

Tonfilme
- 1930: Geld auf der Straße
- 1931: Keine Feier ohne Meyer – Regie: Carl Boese
- 1931: Viktoria und ihr Husar
- 1932: Einmal möcht’ ich keine Sorgen haben – Regie: Max Nosseck
- 1932: Der Orlow
- 1932: Die elf Schill’schen Offiziere
- 1933: Abenteuer am Lido
- 1934: Ein Stern fällt vom Himmel
- 1935: Hoheit tanzt Walzer
- 1947: Wiener Melodien – Regie: Theo Lingen, Hubert Marischka
- 1948: Anni
- 1949: Liebling der Welt